# Individuální neutrální sportovci na Letních olympijských hrách 2024
Individuální neutrální sportovci (francouzsky Athlètes Individuels Neutres, AIN) je označení individuálních ruských a běloruských sportovců na Letních olympijských hrách v roce 2024. Rusko a s ním spolupracující Bělorusko nebyly připuštěny k účasti na LOH kvůli ruské invazi na Ukrajinu zahájené v roce 2022. Mezinárodní olympijský výbor (MOV) nicméně připustil účast konkrétních jednotlivců.
Delegaci bylo zakázáno používat olympijskou vlajku a olympijskou hymnu, což byla zvyklost při účasti neutrálních sportovců na olympijských hrách. Místo toho výprava neutrálních ruských a běloruských sportovců používala tyrkysovou vlajku zobrazující znak AIN v bílém kruhu a hymnu přidělenou MOV. Jednotliví neutrální sportovci museli být nejprve prověřeni, poté schváleni mezinárodní federací každého sportu a konečně zvláštním panelem vytvořeným MOV.
V prosinci 2023 prezident Ruského olympijského výboru Stanislav Pozdňakov pohrozil každému ruskému sportovci, který by se mohl rozhodnout zúčastnit se olympijských her v roce 2024 jako „neutrální“, slovy: „Jako prezident Ruského olympijského výboru vyjadřuji jasný postoj: […] Žijeme ve svobodném státě […] Ale […] důrazně doporučujeme, abyste důkladně porozuměli […] rozsahu a důsledkům osobní odpovědnosti, kterou tím převezmete.“ Souhlasem s „neutralitou“ se podle něj sportovci stávají rukojmími zájmů jiných lidí.
Mezinárodní olympijský výbor povolil účast konkrétním sportovcům za splnění pěti podmínek (např. sportovci nesměli vyvíjet činnost nebo komunikaci, která by mohla být spojována s podporou ruské invaze na Ukrajinu, či nesměli mít vazbu na armádu nebo bezpečnostní složky) Nizozemská lidskoprávní organizace Global Rights Compliance však v průběhu LOH uvedla, že podle jejích zjištění z 15 ruských sportovců splňovalo tyto podmínky jen 5 (kanoista Zachar Petrov, cyklista Gleb Syrica a tenisté Daniil Medveděv, Roman Safiullin a Jekatěrina Alexandrovová). Ostatní například lajkovali příspěvky na sociálních sítích, které podporovaly ruskou invazi, u jiných byly zjištěny vazby na ruské armádní a bezpečnostní složky.

## Účastníci
LOH v Paříži se pod vlajkou AIN zúčastnilo v 10 sportech celkem 32 sportovců:
- z Běloruska pocházelo 17 účastníků
- z Ruska pocházelo 15 účastníků